# 70712 Danieljoanna
70712 Danieljoanna este un asteroid din centura principală de asteroizi.

## Descriere
70712 Danieljoanna este un asteroid din centura principală de asteroizi. A fost descoperit pe 31 octombrie 1999 în cadrul proiectului CSS. Asteroidul prezintă o orbită caracterizată de o semiaxă mare de 2,65 ua, o excentricitate de 0,19 și o înclinație de 12,1° în raport cu ecliptica.